# NJPW Battle in the Valley
Battle in the Valley fue un evento de lucha libre profesional producido por la empresa New Japan Pro-Wrestling (NJPW), que tuvo lugar el 13 de noviembre de 2021 desde el San Jose Civic en San José, California.

## Producción
El evento fue anunciado el 15 de agosto durante el evento Resurgence, marcando el regreso de NJPW a la ciudad de San José desde el año 2019, cuando se celebró New Japan Showdown.

## Resultados
En paréntesis se indica el tiempo de cada combate:
- Strong Xtra match: Bullet Club (Hikuleo & Chris Bey) derrotaron a Kevi Knight y The DKC (8:35).
  - Hikuleo cubrió a The DKC después de un «Chokeslam».
- Josh Alexander derrotó a Yuya Uemura (11:44).
  - Alexander forzó a Uemura a rendirse con un «Ankle Lock».
- Stray Dog Army (Bateman & Misterioso) derrotaron a Violence Unlimited (Brody King & Chris Dickinson) (10:08).
  - Bateman cubrió a Dickinson con un «Roll-up».
- Fred Rosser, David Finlay, Rocky Romero, Alex Coughlin y Alex Zayne derrotaron a Team Filthy (Tom Lawlor, JR Kratos, Danny Limelight, Royce Isaacs & Jorel Nelson) (15:12).
  - Rosser cubrió a Isaacs después de un «Gut Feeling»
- Clark Connors y Karl Fredericks derrotaron a United Empire (Jeff Cobb & TJP) (10:00).
  - Fredericks cubrió a TJP con un «Inside Cradle».
- Will Ospreay derrotó a Ren Narita (15:43).
  - Ospreay cubrió a Narita después de un «Hidden Blade».
- Moose derrotó a Juice Robinson (14:51).
  - Moose cubrió a Robinson después de un «Lights Out Spear».
  - Después de la lucha, Jonah Rock hizo su debut en NJPW atacando a Robinson y David Finlay.
  - El Campeonato Mundial de Impact de Moose no estuvo en juego.
- Kazuchika Okada derrotó a Buddy Matthews (16:23).
  - Okada cubrió a Matthews después de un «Rainmaker».
  - Después de la lucha, Ospreay confrontó a Okada y desafió al ganador de la lucha por el Campeonato Mundial Peso Pesado de la IWGP del día 4 de enero de Wrestle Kingdom 16, a una lucha por el título para el siguiente día.
- Tomohiro Ishii derrotó a Jay White y ganó el Campeonato de Peso Abierto NEVER (28:40).
  - Ishii cubrió a White después de un «Vertical Drop Brainbuster».
  - Si Ishii perdía, no podría haber vuelto a competir por el campeonato.